# Lehesten
Lehesten is een gemeente in de Duitse deelstaat Thüringen, en maakt deel uit van de Landkreis Saalfeld-Rudolstadt.
Lehesten telt 1.643 inwoners.

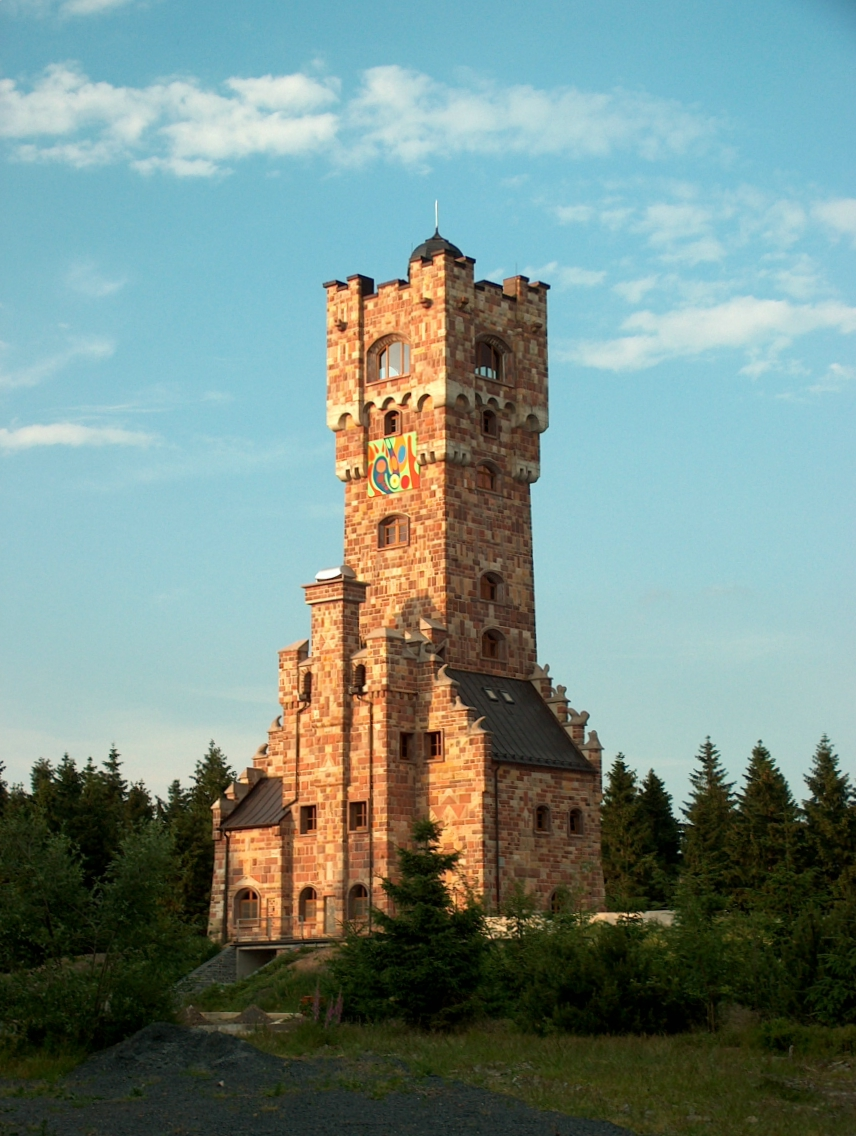
Uitzichttoren Altvaterturm op de Wetzstein
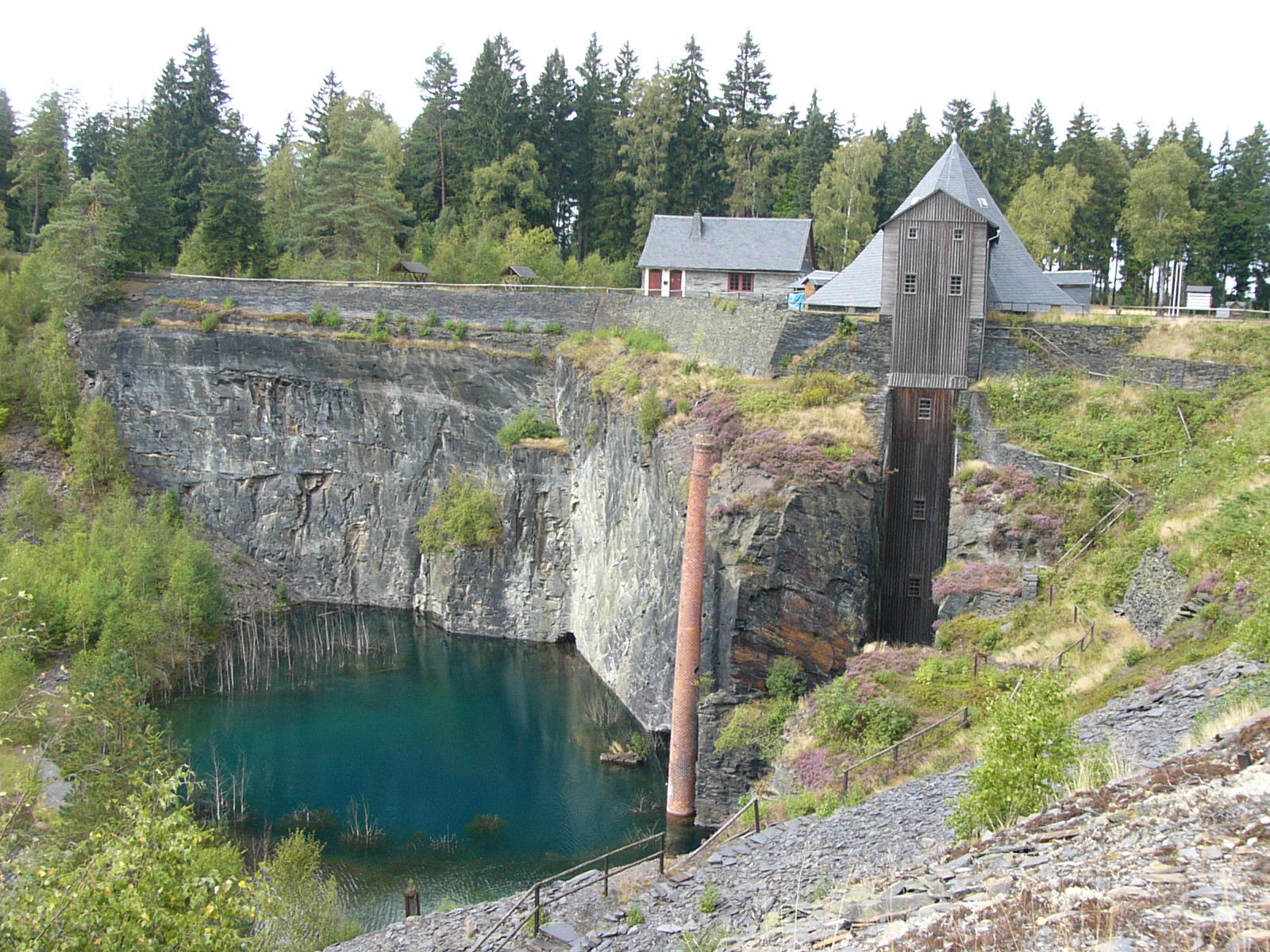
Schieferpark Lehesten

Bij het tot de gemeente Lehesten behorende plaatsje Brennersgrün ligt de 793 m hoge Wetzstein, de op één na hoogste top van het middelgebergte Frankenwald. De uitzichttoren Altvaterturm werd in 2000 gebouwd.
Lehesten heeft een verleden als mijnbouwlocatie (vaak in dagbouw) van leisteen. Ter plaatse is een uitgestrekt terrein als Schieferpark Lehesten, met mijnbouwmuseum, ingericht.
In Schmiedebach binnen de gemeente Lehesten werkten tijden de Tweede Wereldoorlog meer dan 1200 dwangarbeiders aan de bouw van motoren voor de V2-raket. Van hen kwam ongeveer de helft om het leven.
Allendorf ·
Altenbeuthen ·
Bad Blankenburg ·
Bechstedt ·
Cursdorf ·
Deesbach ·
Döschnitz ·
Drognitz ·
Gräfenthal ·
Hohenwarte ·
Katzhütte ·
Kaulsdorf ·
Königsee ·
Lehesten ·
Leutenberg ·
Lichte ·
Meura ·
Piesau ·
Probstzella ·
Rohrbach ·
Rudolstadt ·
Saalfeld/Saale ·
Schwarzatal ·
Schwarzburg ·
Sitzendorf ·
Uhlstädt-Kirchhasel ·
Unterweißbach ·
Unterwellenborn